# 特里蘇爾縣
特里蘇爾縣（Thrissur district）是印度喀拉拉邦的一個縣，位於該國西南部，面積3,032平方公里，識字率為95.32%，2001年人口2,975,440，人口密度每平方公里981人。

## 外部連結
- Government Portal （页面存档备份，存于）
- Places in Thrissur （页面存档备份，存于）
- Satellite image of Thrissur （页面存档备份，存于）
- Website of Thrissur Police